# John Baumgardner
John R. Baumgardner é um geofísico especialista em convecção do manto da terra, tectônicas e genética de populações . Muito citado na área geológica. conhecido por publicar testes em carbono-14 que contrariam outros métodos de datação e defender  o noecatastrofismo criacionista da terra jovem e do DNA de meia vida curta,  atuando em conjunto com geneticistas entre os quais se destaca John C. Sanford .  

## Vida Acadêmica
Baumgardner recebeu um BS da Texas Tech University em 1968, um MS da Princeton University em 1970 e um Ph.D. em geofísica e física espacial pela Universidade da Califórnia em Los Angeles em 1983. Ele trabalhou no Laboratório Nacional de Los Alamos . Desenvolveu o software TERRA, um código de elemento finito projetado para resolver problemas de convecção do manto .  Em 1994, ele apresentou uma pesquisa em uma conferência de geofísica afirmando que as placas geológicas deslizantes que cobrem a Terra, podem ter se movido milhares de vezes mais rápido do que hoje fazendo eco as publicações do geólogos franceses e russos. Em 1997, o US News and World Report o descreveu como "o maior especialista do mundo no projeto de modelos de computador para convecção geofísica". 
Baumgardner publicou mais de 150 artigos cientificos sendo citado 4701 vezes em publicações cientificas possuindo fator h:33 e i10-index:58 .Ele se uniu a John C. Sanford da área genética , que defende meia vida curta do DNA devido entropia genética, para dar suporte de historia geológica também curta da terra e tem publicado a favor de entropia genética e do tempo curto geológico . Defendeu que a presença de quantidade datável de carbono 14 incrustado em rochas condenam a datação também radiométrica  em 300 a 500 milhões de anos devido a meia vida curta do carbono radioativo 14 (5730 anos apenas), argumentando que até os mais precisos equipamentos de espectrometria de massas não deveriam encontrar C-14 em material orgânico e diamantes praticamente incontamináveis, incrustados nestas rochas e que portanto elas não são antigas mas recentes . Ele criou também  uma simulação de computador chamada Terra para o modelo de historia da terra bíblico explicando que as grandes transformações geológicas da terra envolvendfo rochas sedimentares contendo fósseis (Fanerozoico) foram formadas quase todas sucessivamente durante o dilúvio de Noé
Em 1985, Baumgardner se juntou a Ron Wyatt e ao especialista em salvamento David Fasold para Durupenar, Turquia, para uma expedição narrada em A Arca de Noé de Fasold para localizar os restos mortais do navio bíblico.  Baumgardner não apoiou as afirmações de Wyatt e Fasold, de que encontraram um "objeto" em forma de barco que era a Arca. Ele argumentou que o objeto era uma formação natural.  e em 2002 juntou-se à equipe de cientistas do Institute for Creation Research

## Algumas Publicações
- Baumgardner, John R. (1 de junho de 1985). «Three-dimensional treatment of convective flow in the earth's mantle». Journal of Statistical Physics. 39: 501–11. doi:10.1007/BF01008348. Consultado em 1 de janeiro de 2021 citado 222 vezes.
- Bunge, H.P.; Richards, M.A.; Baumgardner, J.R. (1 de fevereiro de 1996). «Effect of depth-dependent viscosity on the planform of mantle convection». Letters to Nature. Nature. 379: 436–8. Bibcode:1996Natur.379..436B. doi:10.1038/379436a0  citado 278 vezes.
- Bunge, Hans-Peter; Richards, Mark A.; Baumgardner, John R. (10 de junho de 1997). «A sensitivity study of three-dimensional spherical mantle convection at 108 Rayleigh number: Effects of depth-dependent viscosity, heating mode, and an endothermic phase change». Journal of Geophysical Research. doi:10.1029/96JB03806. Consultado em 1 de janeiro de 2021 citado 286 vezes
- Sanford, J.C.; Baumgardner, J.; Brewer, W.; Gibson, P.;  et al. (2007). «Mendel's Accountant: A biologically realistic forward-time population genetics program». Scalable Computing: Practice and Experience. 8: 147–65. Citado 50 vezes.